# Kościół i klasztor pw. Wniebowzięcia Najświętszej Maryi Panny w Warcie
Kościół Wniebowzięcia Najświętszej Maryi Panny w Warcie to należąca do OO. Bernardynów świątynia, miejsce kultu Sługi Bożego Rafała z Proszowic.
Co roku 3 tygodnie przed Świętami Bożego Narodzenia powstaje montaż ruchomej szopki bożonarodzeniowej. Zajmuje ona prawie 100 metrów kwadratowych. Przy wspólnym projekcie szopki pracują dzieci, które przygotowują ozdoby i elementy dekoracyjne, dorośli dbają o całość konstrukcji. Instalację ruchomą tworzą poruszające się m.in. wiatraki i fontanna. Jest też replika kościoła ojców bernardynów. Tradycja szopek w Warcie sięga około 30 lat. Szopka w Warcie była dostępna dla zwiedzających od pasterki aż do 2 lutego.

## Historia
Fundację klasztoru w Warcie zapoczątkowali zamożny mieszczanin tego miasta, Świętosław Darmopych i starosta warciański i kanonik kruszwicki Gerard z Brudzewa. Konwent został przejęty przez bernardynów w 1467 r. Wnet zaczęto wznosić drewniany kościół i budynek klasztorny. W kilka lat później pożar zniszczył do szczętu całe miasto. Odbudowane obiekty ogień strawił ponownie w 1479 r. Kolejny kościół i klasztor były już murowane. W 1497 r. odbyła się tu kapituła prowincjalna. 
Wnętrze kościoła otrzymało z pocz. XVI w. gotyckie freski, pędzla br. Franciszka z Sieradza. Dobudowano wały i fosy, oraz most. W latach 1610–1612 powiększono kościół poprzez dobudowanie kaplicy św. Anny. Z czasem kościół stracił swój gotycki charakter, przekształcając się w renesansowy (okna, portale, ołtarze). Jednak decydujące piętno na budowli wycisnął wiek XVII i styl barokowy. Powstały nowe ołtarze, organy, ambona, stalle i konfesjonały. Powstała również druga wieża. W takiej postaci kościół przetrwał do naszych czasów. W latach 1756–1762 kościół i kaplica św. Anny zostały pokryte nową dekoracją ścienną przez br. Walentego Żebrowskiego. 
Przez wieki w warckim klasztorze istniało sanktuarium maryjne. Przedmiotem kultu był tryptykowy obraz Wniebowzięcia NMP, pędzla br. Franciszka z Sieradza. Z czasem kult ten osłabł. Niegasnącym natomiast zainteresowaniem cieszy się nabożeństwo do Sługi Bożego, Rafała z Proszowic, zwanego w okolicy błogosławionym. Rafał, wielokrotny prowincjał, właśnie w Warcie odszedł do Pana w 1534 r., w czasie gdy wizytował wielkopolskie klasztory. 
Arcybiskup gnieźnieński Jan Lipski dokonał podniesienia relikwii w 1640 r.; wystawił również dokument, w którym pozwolił odprawiać msze przy jego ołtarzu, fundacji Doroty Opalińskiej. Podobnym kultem cieszył się jeszcze inny świątobliwy zakonnik, Melchizedech z Warty, zmarły w 1480 r., jeden z towarzyszy podróży św. Jana Kapistrana. 
Klasztor w Warcie odgrywał ważną rolę w prowincji zakonnej. Odbywały się tu kapituły. Tu też mieściło się studium zakonne: filozofii, teologii i retoryki. Miała też Warta jedną z lepszych obsad kaznodziejskich, co owocowało zwłaszcza w okresie Reformacji. Bracia prowadzili również, na przełomie XVIII – XIX w. szkołę oraz seminarium nauczycielskie.
Wraz z upadkiem powstania styczniowego ograniczono do minimum działalność konwentu. Carskie władze uznały go za klasztor etatowy, do którego zwożono braci z innych miejsc. Ostateczna kasata nastąpiła w 1898 r.; klasztor zamieniono w szpital psychiatryczny, a kościół oddano w kuratelę księży świeckich. 
Bernardyni wrócili w 1929 r. Otrzymali kościół oraz część budynku klasztornego i ogrodu. Ciężkie chwile nastąpiły w czasie okupacji hitlerowskiej. W klasztorze władze umieściły niemieckich kolonistów, a następnie Żydów. Bracia wrócili w 1945 r., podejmując się również opieki nad sąsiednim kościołem SS. Bernardynek. W 1985 r. została przy klasztorze erygowana parafia. Szpital psychiatryczny zajmował część pomieszczeń klasztoru aż do roku 2002, kiedy to został zwrócony zakonnikom.
Od 2013 r. w warckim klasztorze mieści się postulat bernardynów.

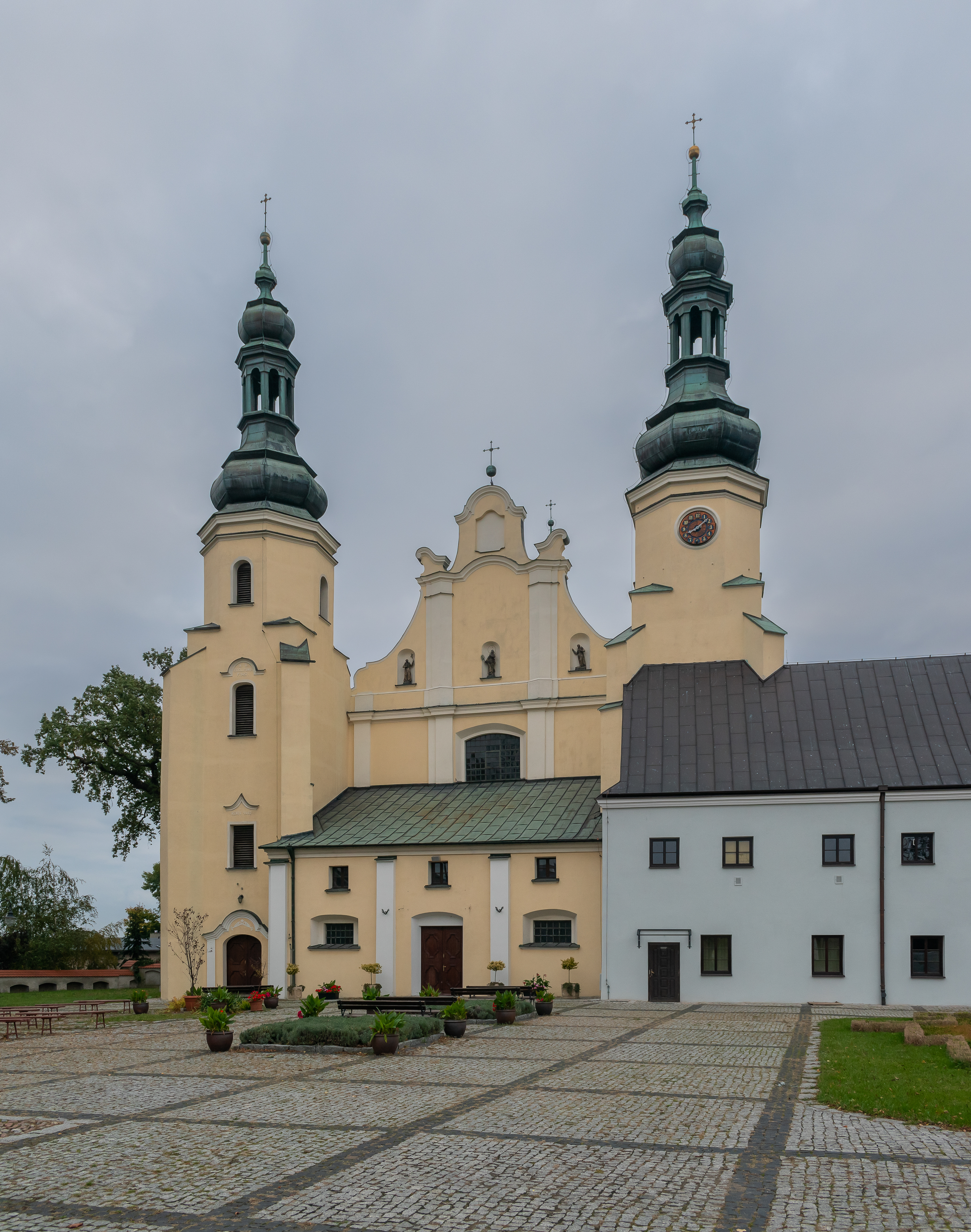
Fasada główna
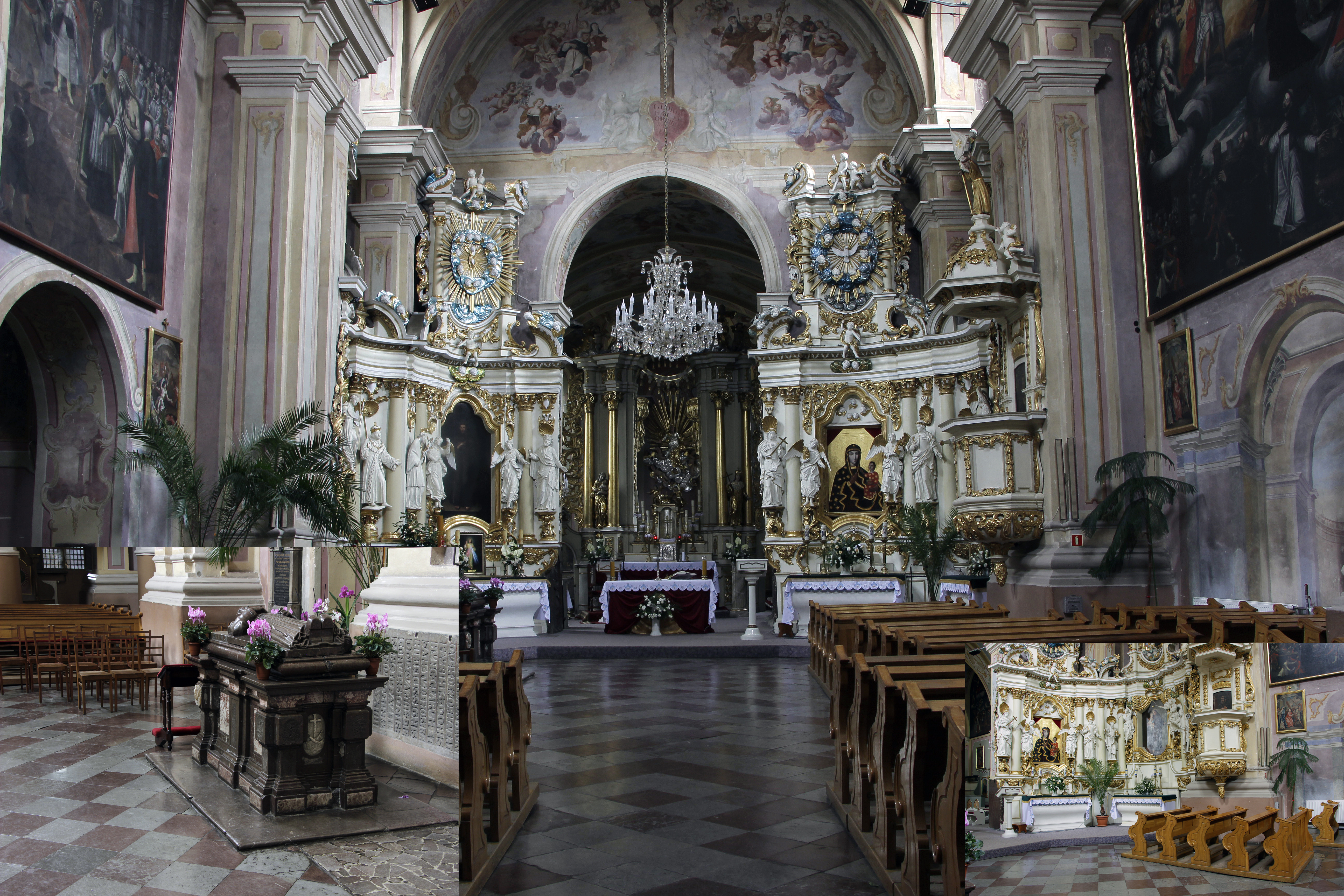
Ołtarz główny
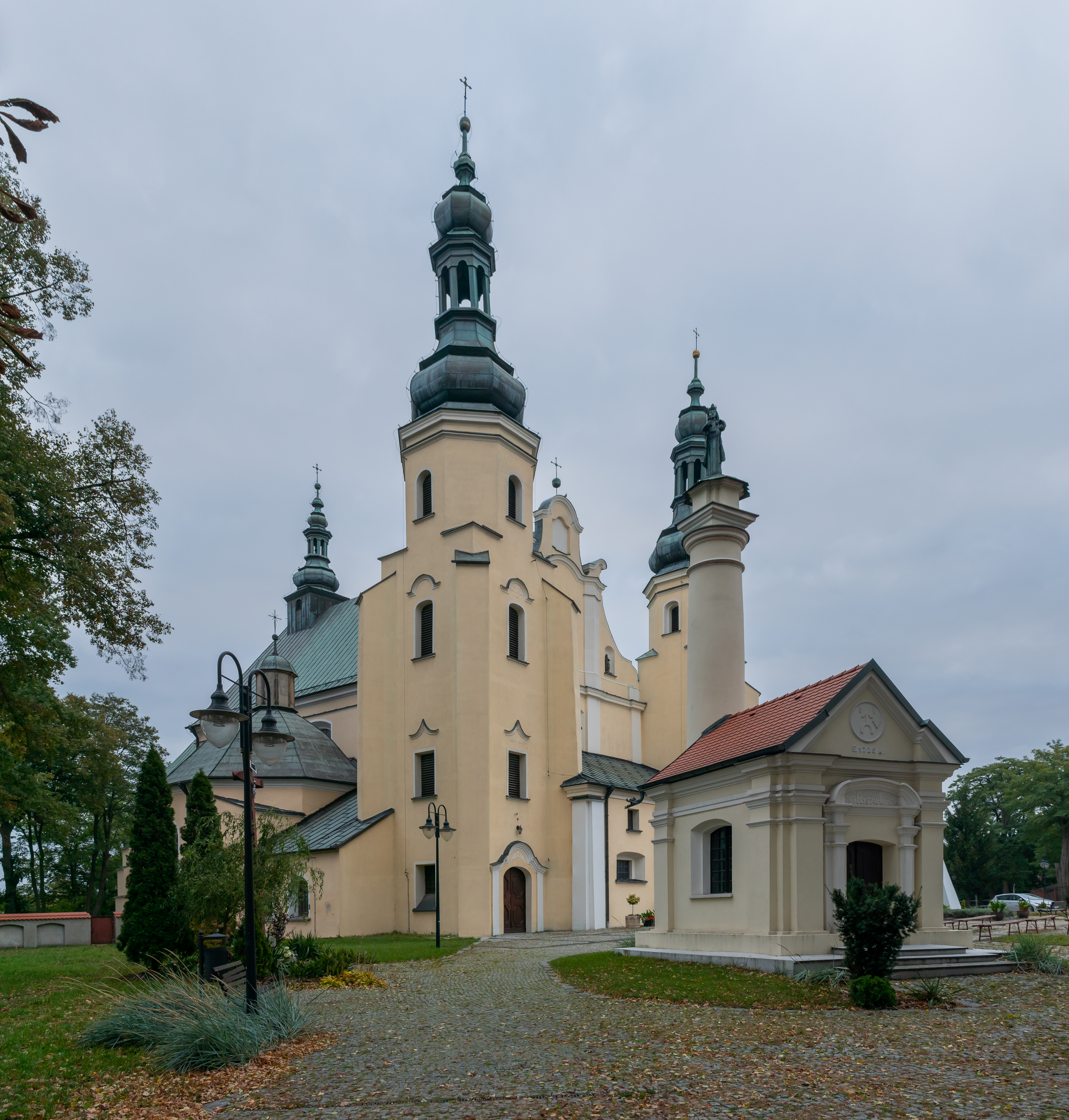
Kaplica św. Barbary
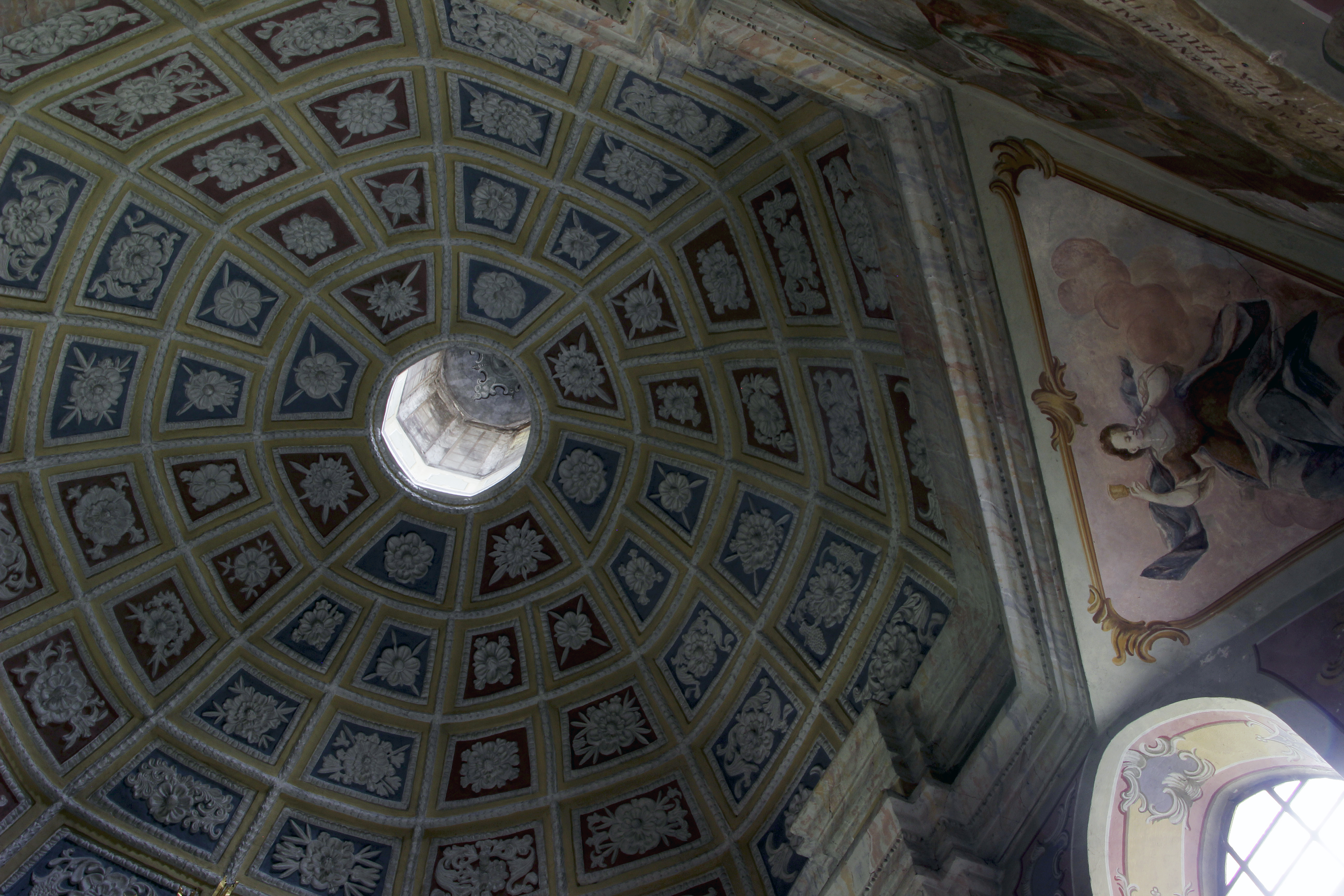
Kopuła kaplicy
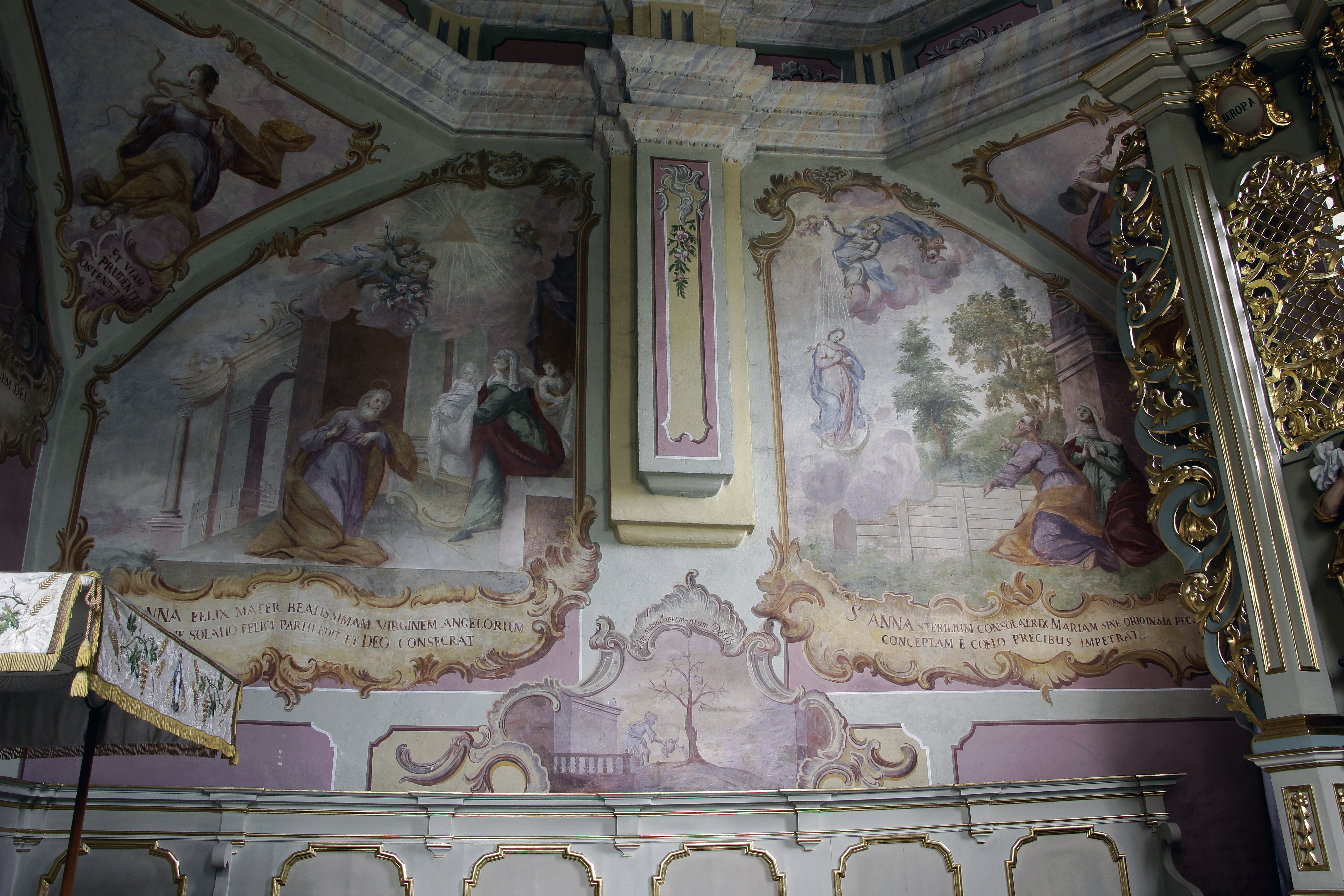
Kaplica
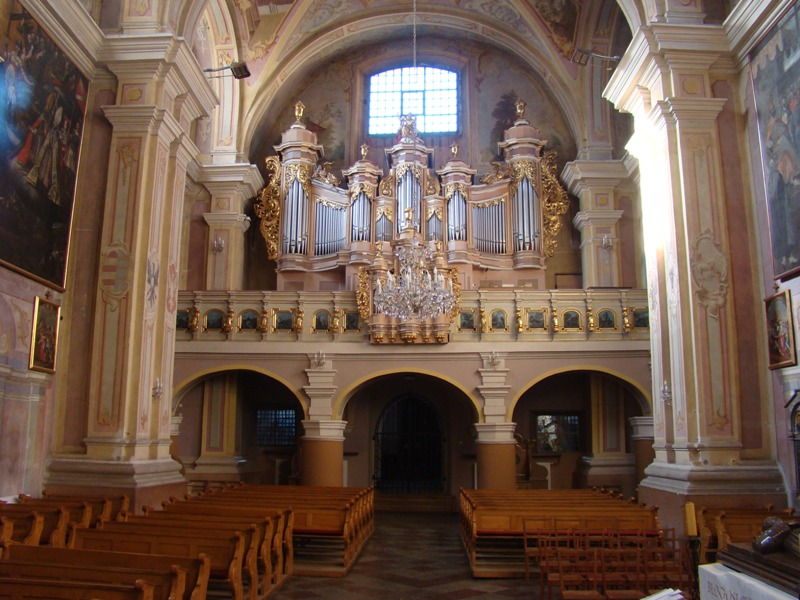
Prospekt organowy
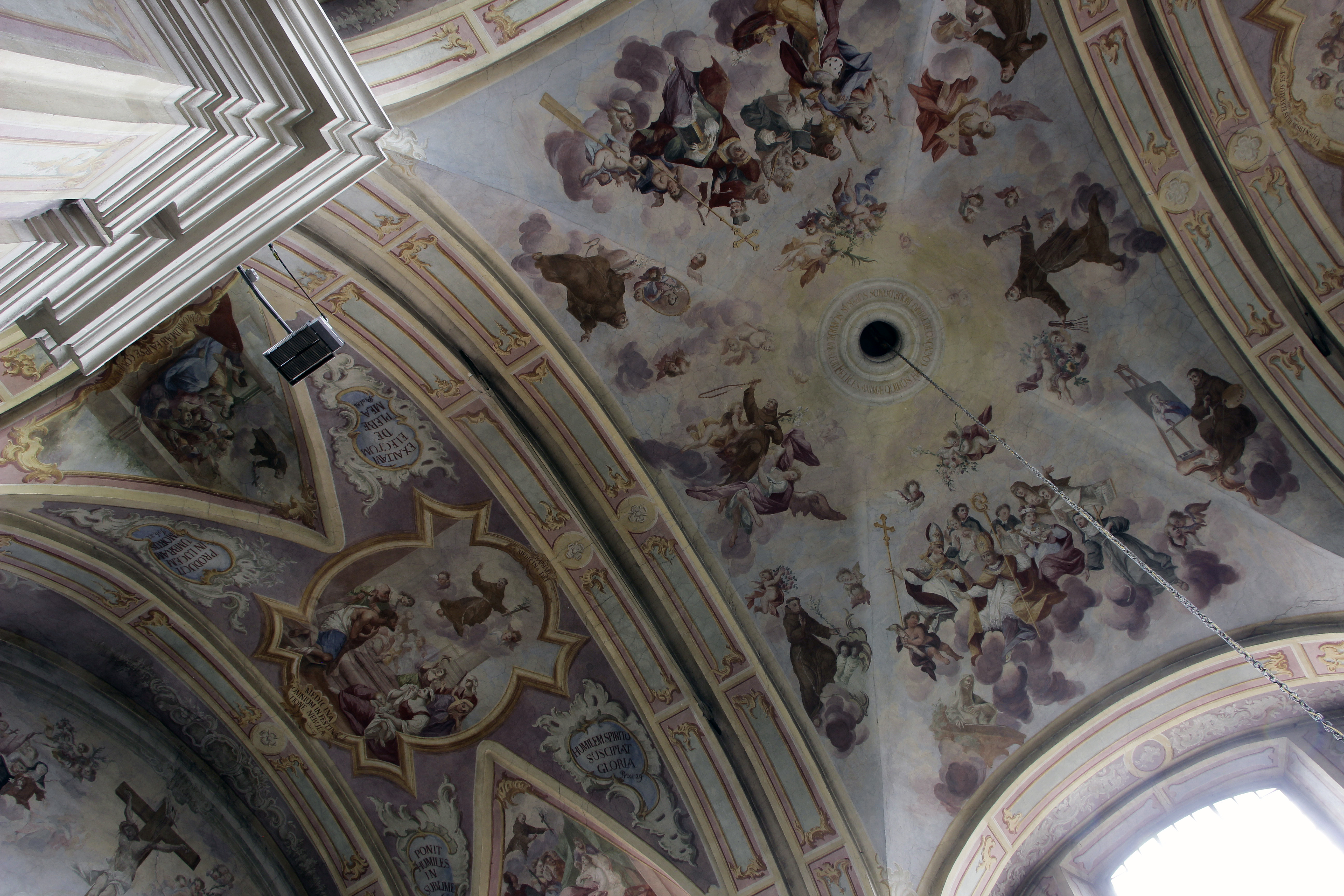
Sklepienie nawy
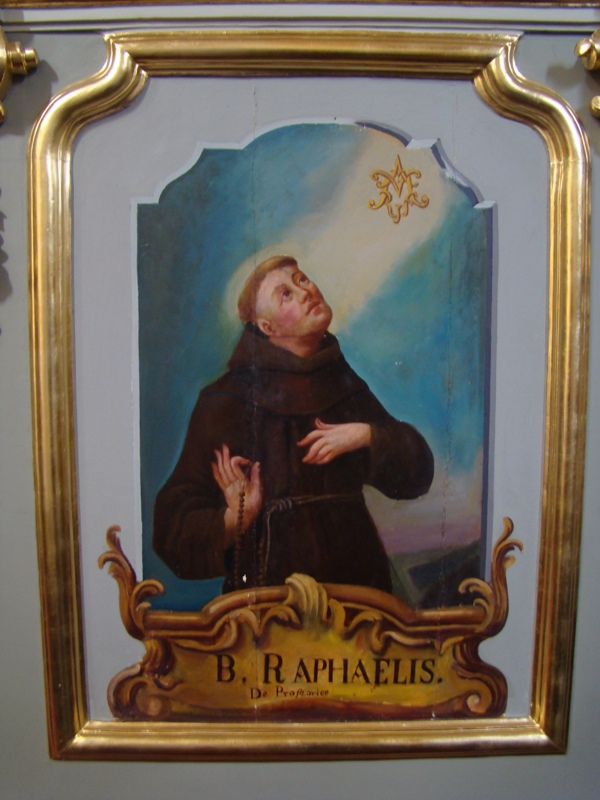
Obraz Rafała z Proszowic